# Ekonomický okruh

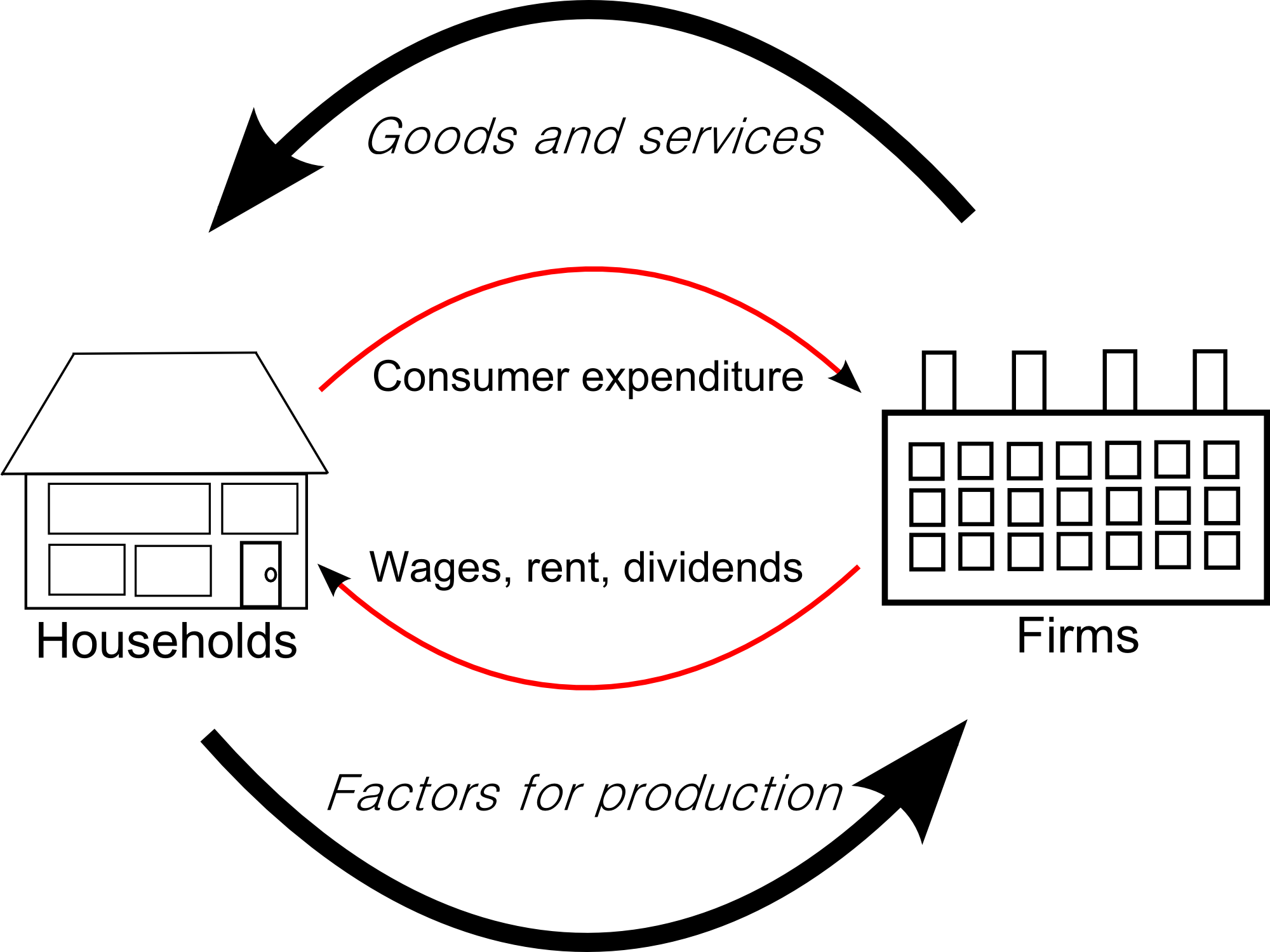
Schéma ekonomického okruhu

Ekonomický okruh je zjednodušená reprezentace základních vztahů mezi institucionálními sektory ve formě finančních či fyzických toků: daně, export, investice, nákupy, půjčky, veřejné výdaje a další.
Na rozdíl od různých nerozlišených subjektů působících na trhu stanovuje okruh jistou hierarchii: domácnosti závisejí na podnicích díky mzdám, podniky závisejí na bankách díky udílení půjček, banky jsou závislé na rozdělovaní nařizovaném státem. Subjekty vykonávají pravomoci, které odpovídají funkcím které zastávají.